# Каркаралинская петиция
Каркаралинская петиция — исторический документ, написанный 22 июня 1905 года на съезде казахской знати близ города Каркаралинск на фоне Первой русской революции на имя императора Николая II.

## История
Под петицией подписалось около 14 500 человек (по другим подсчетам 12.767). Среди подписантов и возможных составителей петиции были Ахмет Байтурсынов, Алихан Букейханов, Миржакип Дулатов и Жакып Акпаев. Петиция была принята в ходе протестного митинга, организованного местными чиновниками и духовенством.
Существовали разные варианты петиции, одна из которых была отправлена на имя Николая Второго. Её копии были посланы в редакции российских газет «Сын отечества» и «Русские ведомости».

## Ключевые требования документа
Петиция отражала острые проблемы казахского общества и содержала следующие основные пункты:
- Защита земельных прав: требование прекратить переселенческую политику, лишавшую казахов земли, и возвратить утраченное.
- Гарантии гражданских свобод: введение свободы слова, вероисповедания, собраний и ассоциаций.
- Языковая и образовательная автономия: признание казахского языка официальным, преподавание в школах на родном языке, учреждение казахских национальных учебных заведений.
- Реформа местного управления: предоставление казахам права занимать государственные должности на местах, участие в выборах и управлении.
- Политическая интеграция: допуск представителей казахского народа в состав Государственной думы и других органов власти.
- Социальная защита: устранение дискриминации и обеспечение равенства в правах с другими народами империи[1][3].